# Baumgartenberg
Baumgartenberg ist eine oberösterreichische Marktgemeinde im Bezirk Perg im unteren Mühlviertel im östlichen Teil des Machlands mit 1844 Einwohnern (Stand 1. Jänner 2024).
Die Gemeinde zählt zum Gerichtsbezirk Perg.
Baumgartenberg besteht aus den Katastralgemeinden Baumgartenberg und Puchberg im Machland II, wobei das Gemeindegebiet erst 1955 bzw. 1956 durch Eingemeindungen das heutige Ausmaß erreicht hat.
Das Ortszentrum befindet sich etwa zwölf Kilometer südöstlich der Bezirkshauptstadt Perg, wo sich auch der Sitz des zuständigen Bezirksgerichtes befindet, und knapp drei Kilometer nördlich der Donau auf etwa 237 m ü. A. Das Gemeindegebiet grenzt auf einer Länge von rund einem halben Kilometer an die Donau.
Auf dem Gebiet von Baumgartenberg befand sich im 11. und 12. Jahrhundert die Burg Machland als Sitz der Herren von Machland, deren bedeutendster Vertreter Otto von Machland gemeinsam mit seiner Gemahlin, Jutta von Peilstein, Stift Baumgartenberg und Stift Waldhausen gründete. Ersteres – ein Zisterzienser-Kloster – bestand bis zur Aufhebung 1782, war dann eine Männerstrafanstalt und gehört seit 1865 den Schwestern vom Guten Hirten. Es wird seither u. a. immer wieder für die Unterbringung von Schulen genutzt. Zuletzt wurden 1996 das Europagymnasium und 1997 eine dreijährige Fachschule eröffnet.
Die Entwicklung eines Dorfes wurde 1784 durch die Schaffung der Pfarre Baumgartenberg mit der ehemaligen Stiftskirche als Pfarrkirche gefördert. Seit 1896 führt die Donauuferbahn durch das Ortszentrum, und der Ort verfügt über einen Bahnhof. Die stark von der Landwirtschaft geprägte Marktgemeinde war von 1930 bis in die 1990er Jahre Standort der in der Berglandmilch aufgegangenen Molkereigenossenschaft Baumgartenberg. Durch eine gezielte Betriebsansiedlungspolitik wurde Baumgartenberg seit den 1970er Jahren zum Sitz oder Produktionsstandort mehrerer überregional tätiger Unternehmen (Hueck Folien, Schlachthofgruppe Herbert Handlbauer, Baumann Glas 1886). Mit dem Bau der Ortsumfahrung für die Donau Straße wurde das Ortszentrum vom Durchzugsverkehr entlastet.
Das Gemeindegebiet war in der Vergangenheit immer wieder von Hochwasserkatastrophen betroffen, zuletzt vom Donauhochwasser 2002. Nach der Absiedelung mehrerer Ortschaften und Einzelgehöfte wurde in den Jahren 2008 bis 2011 mit dem Machlanddamm ein Schutz vor hundertjährlichen Hochwassern geschaffen.

## Geografie
Lage und Umgebung:
Baumgartenberg liegt in der Ebene des Machlands auf 237 m Höhe. Die Ausdehnung beträgt von Nord nach Süd 4,5 km, von West nach Ost 6,8 km. 23,6 % der Gesamtfläche von 15,7 km² sind bewaldet, 63,7 % landwirtschaftlich genutzt.
Die Landeshauptstadt Linz ist rund 50 Kilometer in westlicher, die Bundeshauptstadt Wien etwa 140 Kilometer in östlicher Richtung von Baumgartenberg entfernt. Der nächste Grenzübergang nach Tschechien, Wullowitz in der Gemeinde Leopoldschlag, befindet sich nördlich von Baumgartenberg in knapp 70 Kilometer Entfernung. Im Osten befindet sich die Landesgrenze zwischen Ober- und Niederösterreich in einer Entfernung von 28 Kilometern bei Hirschenau in der Gemeinde St. Nikola an der Donau. In Richtung Süden führt der Weg nach Niederösterreich über die Donaubrücken in Mauthausen und Grein sowie über die eingeschränkt befahrbare Straße des Kraftwerks Wallsee-Mitterkirchen.
Geologie:
Das Gemeindegebiet befindet sich überwiegend in der fruchtbaren Machlandebene und zu einem geringen Teil im Untermühlviertler Schollenland, einem Ausläufer des Granit- und Gneisplateaus.
Aus geologischer und geomorphologischer Sicht sowie unter Aspekten der Raumnutzung gehört das Gemeindegebiet von Baumgartenberg zu zwei der 41 Raumeinheiten des Bundeslandes Oberösterreich. Alle Ortschaften und Ortschaftsteile des Gemeindegebietes in der Ebene liegen in der Raumeinheit Machland. Ein kleiner Teil des Baumgartenberger Gemeindegebietes gehört zur Raumeinheit Südliche Mühlviertler Randlagen.
Das in der Donauebene des Machlandes befindliche Gebiet der Marktgemeinde liegt in der Ebene auf 230 bis 240 m und zählt zu den niedrigstgelegenen Gebieten des Mühlviertels. Der stufenartige Abfall zur Donau längs deutlicher Erosionsränder hat entsprechende ökologische Unterschiede zur Folge, die von den Deckschichten und deren Böden, der Überschwemmungshäufigkeit und der Tiefenlage des fast geschlossenen Grundwasserkörpers abhängen.
Gewässer:
Zu den nennenswerten Gewässern der Marktgemeinde zählen neben der Donau der Klambach an der Grenze zu Klam und Saxen sowie der Altarm der Naarn, die Schwemmnaarn, in die auf dem Gemeindegebiet der Mettensdorfer Mühlbach und der Gassoldingerbach einmünden. Der Deimingerbach mündet in den Mettensdorfer Mühlbach.

### Gemeindegliederung
Das heutige Gemeindegebiet von Baumgartenberg entstand durch die Auflösung der Gemeinde Puchberg Ende 1955, wobei manche Ortschaften (Katastralgemeinde Puchberg I) zu Arbing und andere (Baumgartenberg West, Deiming, Steindl, Kolbing, Hehenberg mit Ausnahme von Haus Nr. 17 und das Gehöft Amesbach 14) zu Baumgartenberg kamen. In diesem Zusammenhang wurden die Katastralgemeinden von Baumgartenberg neu geordnet und mit den Bezeichnungen Puchberg II und Baumgartenberg versehen. Von der Gemeinde Mitterkirchen kamen 1956 die Ortschaften Mettensdorf, Pitzing, Kühofen und das Haus Lehen 1 zu Baumgartenberg und wurden der Katastralgemeinde Baumgartenberg zugeordnet.
| Katastralgemeinden                                             | Ortschaften in der Gemeinde |
| -------------------------------------------------------------- | --- |
| Baumgartenberg (11,28 km²) Puchberg im Machlande II (4,45 km²) | Amesbach · Au (R) · Baumgartenberg (M) · Deiming (D) · Hehenberg (R) · Kolbing (D) Kühofen (R) Lehen (E) Mettensdorf (D) Obergassolding (D) · Pitzing (R) Schneckenreitsberg (R) · Schneckenreitstal (R) · Steindl (W) · Untergassolding (D) |
| Legende                                                        | |

| In der Spalte Katastralgemeinden sind sämtliche Katastralgemeinden einer Gemeinde angeführt. In der Klammer ist die jeweilige Fläche in km² angegeben. |
| In der Spalte Ortschaften sind sämtliche von der Statistik Austria erfassten Siedlungen, die auch eine eigene Ortschaftskennziffer aufweisen, angeführt. In der Hierarchieebene derselben Spalte, rechts eingerückt, werden nur Ansiedlungen, die mindestens aus mehreren Häusern bestehen, dargestellt. Die wichtigsten der verwendeten Abkürzungen sind: - M = Hauptort der Gemeinde - Stt = Stadtteil - R = Rotte - W = Weiler - D = Dorf - ZH = Zerstreute Häuser - Sdlg = Siedlung - Hgr = Häusergruppe - E = Einzelgehöft (nur wenn sie eine eigene Ortschaftskennziffer haben) Die komplette Liste der Statistik Austria ist in: Topographische Siedlungskennzeichnung nach STAT Zu beachten ist, dass manche Orte unterschiedliche Schreibweisen haben können. So können sich Katastralgemeinden anders schreiben als gleichnamige Ortschaften bzw. Gemeinden. Quelle: Statistik Austria – |

Das Gemeindegebiet umfasst folgende 16 Ortschaften (in Klammern Einwohnerzahl Stand 1. Jänner 2024):
- Amesbach (66)
- Au (43)
- Baumgartenberg (646)
- Deiming (92)
- Hehenberg (60)
- Hochfeld (17)
- Kolbing (174)
- Kühofen (44)
- Lehen (7)
- Mettensdorf (67)
- Mühlberg (152)
- Obergassolding (197)
- Puchberg (3)
- Schneckenreitstal (62)
- Steindl (113)
- Untergassolding (101)

Die beiden Katastralgemeinden umfassen dabei  die folgenden Ortschaften:
- Katastralgemeinde Baumgartenberg: Amesbach, Au, Baumgartenberg, Kühofen, Lehen, Mettensdorf, Obergassolding, Schneckenreitsberg, Schneckenreitstal, Steindl und Untergassolding;
- Katastralgemeinde Puchberg im Machlande II: Deiming, Hehenberg und Kolbing;

### Nachbargemeinden
| Arbing        | Münzbach                                    | Klam  |
| Mitterkirchen | Kompassrose, die auf Nachbargemeinden zeigt | Saxen |
|               | Ardagger (NÖ)                               |       |

## Geschichte
Urzeit und Antike:
Die Anwesenheit von Menschen in der Jungsteinzeit ist durch diverse Funde aus der Zeit zwischen dem 5. und 1. Jahrtausend vor Christus belegt.
Während der Römerzeit lag die Gegend um Baumgartenberg nördlich der Grenze der Provinz Noricum am Limes des Römischen Reiches - der damals in diesem Bereich von der Donau gebildet wurde - innerhalb einer 7,5 Kilometer breiten Pufferzone zwischen Römern und Barbaren. Das römische Kastell Adiuvense (Wallsee) lag in Sichtweite. Siedlungsspuren aus dieser Zeit sind auf dem Gebiet der Marktgemeinde Baumgartenberg nicht nachweisbar.
Mittelalter:
Nach der Völkerwanderungszeit siedelten in der Gegend von Baumgartenberg zeitgleich Baiern und Slawen. Beide Völker hinterließen Spuren in den Orts- und Hausbezeichnungen. Deiming und Gassolding gehören zu den ältesten Siedlungsgebieten von Baumgartenberg.
Ab dem 9. Jahrhundert gehörte das Gebiet zur Awarenmark. In der zweiten Hälfte des 10. Jahrhunderts wurden die Babenberger mit der Befriedung der Donaumark betraut. Das Machland war Teil dieser Mark, die als Kernland Österreichs gilt und vom Erlabach östlich der Enns beiderseits der Donau bis westlich des Wienerwaldes reichte. Leopold I. wurde 976 Markgraf, und 996 erfolgte erstmals die urkundliche Erwähnung der Bezeichnung Ostarrichi (Österreich) für diese Gegend.
Die schriftlich belegbare Geschichte von Baumgartenberg begann mit dem Auftreten der Herren von Perg und Machland etwa ab 1050. Im 1141 von Otto von Machland und seiner Gemahlin Jutta von Peilstein verfassten Stiftungsbrief für das Kloster Baumgartenberg werden u. a. auch mehrere Ortschaften Baumgartenbergs namentlich erstmals angeführt.
Das Wappen Otto von Machlands gilt heute als Vorbild für das oberösterreichische Landeswappen. Im Urbar Baumgartenberg aus dem Jahr 1335 sind mehr als 900 Liegenschaften in Ober- und Niederösterreich als Eigentum von Kloster Baumgartenberg angeführt. Bekannt ist auch die Sammlung mit dem Namen „formularius de modo prosandi“. Seit 1490 wird der Ort dem Fürstentum Österreich ob der Enns zugerechnet.
Neuzeit:
Ab dem Beginn des 16. Jahrhunderts führte die neu errichtete Hauderer-Straße durch Baumgartenberg. Der Bau eines Kanals von der Naarn zur Klostermühle im Jahr 1560 sowie die Scheiterschwemme auf der Naarn ab 1758 führten zur Versumpfung der Perger Au. Die unter Kaiserin Maria Theresia durchgeführte Trockenlegung war nur kurzzeitig erfolgreich. Nach mehreren Anläufen erfolgte zuletzt eine Naarnregulierung nach dem Bau des Kraftwerks Wallsee-Mitterkirchen Ende der 1960er und Anfang der 1970er Jahre.
Das Stift Baumgartenberg gehörte im 17. Jahrhundert zu den Zentren der Gegenreformation. Dem Abt wurden ab 1624 die Pfarren Altenburg, Münzbach und Windhaag zur Rekatholisierung übertragen. 1658 wurde in Baumgartenberg ein eigenes Landgericht geschaffen.
1784 ließ Kaiser Joseph II. das Kloster aufheben und übergab die Stiftskirche als Pfarrkirche der neuen Pfarre Baumgartenberg. Das Kloster diente mehrere Jahrzehnte lang als Männerstrafanstalt.
Die 1784 eingerichtete Katastralgemeinde Baumgartenberg wurde 1849 als selbständige Ortsgemeinde etabliert. 1865 erwarben die Schwestern vom Guten Hirten das Kloster, die mit Zustimmung öffentlicher Stellen ein Heim für verhaltensauffällige Mädchen einrichteten und von 1878 bis 1938 auch die Volksschule sowie von 1912 bis 1938 eine Privat-Bürgerschule (Hauptschule) führten. Die Pfarre wurde von 1889 bis 2008 von Franziskanern betreut.
1896 wurde die Donauuferbahn errichtet.
20. und 21. Jahrhundert:
Seit 1918 gehört der Ort zum neu gegründeten Bundesland Oberösterreich. 1930 gründete Adolf Lind die Molkereigenossenschaft Baumgartenberg und war ihr erster Obmann. Nach dem Anschluss Österreichs an das Deutsche Reich am 13. März 1938 gehörte der Ort zum Gau Oberdonau. Während und nach dem Zweiten Weltkrieg waren Flüchtlinge im Kloster untergebracht. 1945 lag Baumgartenberg in der sowjetischen Besatzungszone. Die unmittelbare Nachkriegszeit war geprägt von der Auflösung des Konzentrationslagers Mauthausen und den damit verbundenen Flüchtlingsströmen, Versorgungsmängeln und der anschließenden Normalisierung mit den ersten freien Wahlen in Österreich.
Ab 1947 führten die Schwestern eine einjährige Haushaltungsschule. 1957 wurden eine zweijährige Fachschule für wirtschaftliche Berufe sowie eine Lehrausbildung für Damenkleidermacher und Wäschenäher im Kloster eingerichtet. 1996 eröffnete das Europagymnasium und 1997 die Fachschule für wirtschaftliche Berufe „Gesundheit und Soziales“.
1955 erfolgte die Eingemeindung der östlichen Hälfte der ehemaligen Gemeinde Puchberg im Machland mit Baumgartenberg West, Deiming, Kolbing, Hehenberg und Steindl. 1956 wurden Mettensdorf, Pitzing und Kühofen aus der Gemeinde Mitterkirchen im Machland herausgelöst und zu Baumgartenberg eingemeindet. Die Grenzen der Marktgemeinde entsprechen seither mit wenigen Überschneidungen den Grenzen der Pfarre Baumgartenberg.
1970 begann die Betriebsansiedlung mit einem Standort der Firma Hueck Folien. Es folgten Glas Baumann und der Schlachthof Amstler. Die Gemeinde erhielt 1978 ein eigenes Gemeindewappen und wurde im Jahr 2000 zum Markt erhoben. Von 2008 bis 2011 wurde nach der Absiedelung von Ortschaften und Einzelgehöften auf dem Gebiet der Marktgemeinde das mit 13,5 Kilometern längste Teilstück des Machlanddamms errichtet, das die Bewohner Baumgartenbergs zukünftig vor hundertjährlichen Hochwassern schützen soll.

## Bevölkerungsentwicklung (1869–2009)
| Einwohnerentwicklung (Baumgartenberg gesamt) | Einwohnerentwicklung (Baumgartenberg gesamt) | Einwohnerentwicklung (Baumgartenberg gesamt) |
| Jahr                                         | Anzahl                                       | Index                                        |
| -------------------------------------------- | -------------------------------------------- | -------------------------------------------- |
| 1869                                         | 1227                                         | 100                                          |
| 1880                                         | 1336                                         | 109                                          |
| 1890                                         | 1391                                         | 113                                          |
| 1900                                         | 1519                                         | 124                                          |
| 1910                                         | 1399                                         | 114                                          |
| 1923                                         | 1385                                         | 113                                          |
| 1934                                         | 1429                                         | 116                                          |
| 1939                                         | 1364                                         | 111                                          |
| 1951                                         | 1165                                         | 95                                           |
| 1961                                         | 1121                                         | 91                                           |
| 1971                                         | 1295                                         | 101                                          |
| 1981                                         | 1402                                         | 114                                          |
| 1991                                         | 1442                                         | 116                                          |
| 2001                                         | 1399                                         | 114                                          |
| 2009                                         | 1548                                         | 126                                          |

Bevölkerungsentwicklung:
Die Wohnbevölkerung ist in den letzten Jahrzehnten des 19. Jahrhunderts von 1227 im Jahr 1869 auf 1519 im Jahr 1900 deutlich um rund ein Viertel gestiegen. In der ersten Hälfte des 20. Jahrhunderts wohnten meist zwischen 1300 und 1400 Personen in Baumgartenberg. Nach dem Zweiten Weltkrieg sowie in den 1950er Jahren sank die Einwohneranzahl, sodass 1961 nur noch 1121 Personen in Baumgartenberg wohnten. Ab den 1960er Jahren ist ein deutlicher Anstieg der Wohnbevölkerung zu beobachten.
Bevölkerungsstruktur nach Geschlecht, Alter und Bildung:
Baumgartenberg hatte am 1. Jänner 2011 1595 Einwohner, davon 800 Männer und 795 Frauen.
Die grobe Altersstruktur der Perger Bevölkerung zum 1. Jänner 2011 zeigt, dass 68,9 % der Baumgartenberger über 15 und unter 65 Jahre alt sind. Mit 16,2 % ist rund ein Sechstel der Bevölkerung jünger und mit 14,9 % rund ein Siebentel der Bevölkerung älter. Während der Frauenanteil in der Hauptgruppe und bei der jüngeren Bevölkerung annähernd gleich dem Anteil an der Gesamtbevölkerung ist, liegt er bei der älteren Bevölkerung mit 59,9 % deutlich über dem Anteil an der Gesamtbevölkerung.
Von den 1133 Baumgartenbergern, die 2001 über 15 Jahre alt waren, sind 581 beziehungsweise 51,3 % Frauen. 53 Baumgartenberger, das sind 4,6 % der über Fünfzehnjährigen, haben den Abschluss einer Universität, Fachhochschule oder Akademie, der Frauenanteil liegt mit 50,9 % nur knapp unter dem der Bevölkerungsgruppe insgesamt. Weitere 92 Baumgartenberger, das sind 8,1 % der relevanten Bevölkerungsgruppe, haben die Matura, auch dabei liegt der Frauenanteil mit 44,6 % bereits signifikant unter dem an der betreffenden Bevölkerungsgruppe. 544 Baumgartenberger, das sind mit 48,0 % fast die Hälfte der über Fünfzehnjährigen, haben eine Lehre oder berufsbildende mittlere Schule abgeschlossen, wobei der Frauenanteil 39,5 % beträgt. 444 oder 39,2 % der Baumgartenberger haben nur einen Pflichtschulabschluss. Darunter sind mehr als zwei Drittel Frauen.
Herkunft und Sprache:
96,2 % der Baumgartenberger Einwohner waren zum 1. Jänner 2011 österreichische Staatsbürger und 94,9 % wurden in Österreich geboren. 2,3 % der Baumgartenberger kommen aus anderen EU-Staaten, 1,4 % aus Nicht-EU-Staaten.
Der mittel- oder donaubairische Dialekt ist eine bairische Dialektform, die in ganz Oberösterreich verbreitet ist. Der ostösterreichische Zweig des Mittelbairischen geht auf die Mundart des durch die bairische Ostsiedlung entstandenen babenbergischen Herrschaftsgebietes Ostarrichi zurück.
Bei der Volkszählung 2001 haben 1365 Personen (97,6 %) Deutsch als Umgangssprache angegeben, 12 (0,9 %) Türkisch, 22 (1,6 %) eine andere Sprache.

### Religion
Bei der Volkszählung 2001 haben 1342 Personen (95,9 %) römisch-katholisch als Religionsbekenntnis angegeben, 12 (0,9 %) islamisch, 10 (0,7 %) evangelisch, 9 (0,6 %) orthodox und 3 (0,2 %) sonstige Glaubensrichtungen. 23 (1,6 %) Baumgartenberger haben sich zu keiner Religion bekannt.
Die zum Dekanat Perg bzw. zum Seelsorgsraum Machland gehörende Pfarre Baumgartenberg umfasst im Wesentlichen das Gemeindegebiet von Baumgartenberg, Überschneidungen gibt es an der Grenze zu Klam und zu Münzbach.

## Kultur und Sehenswürdigkeiten
- Stift Baumgartenberg

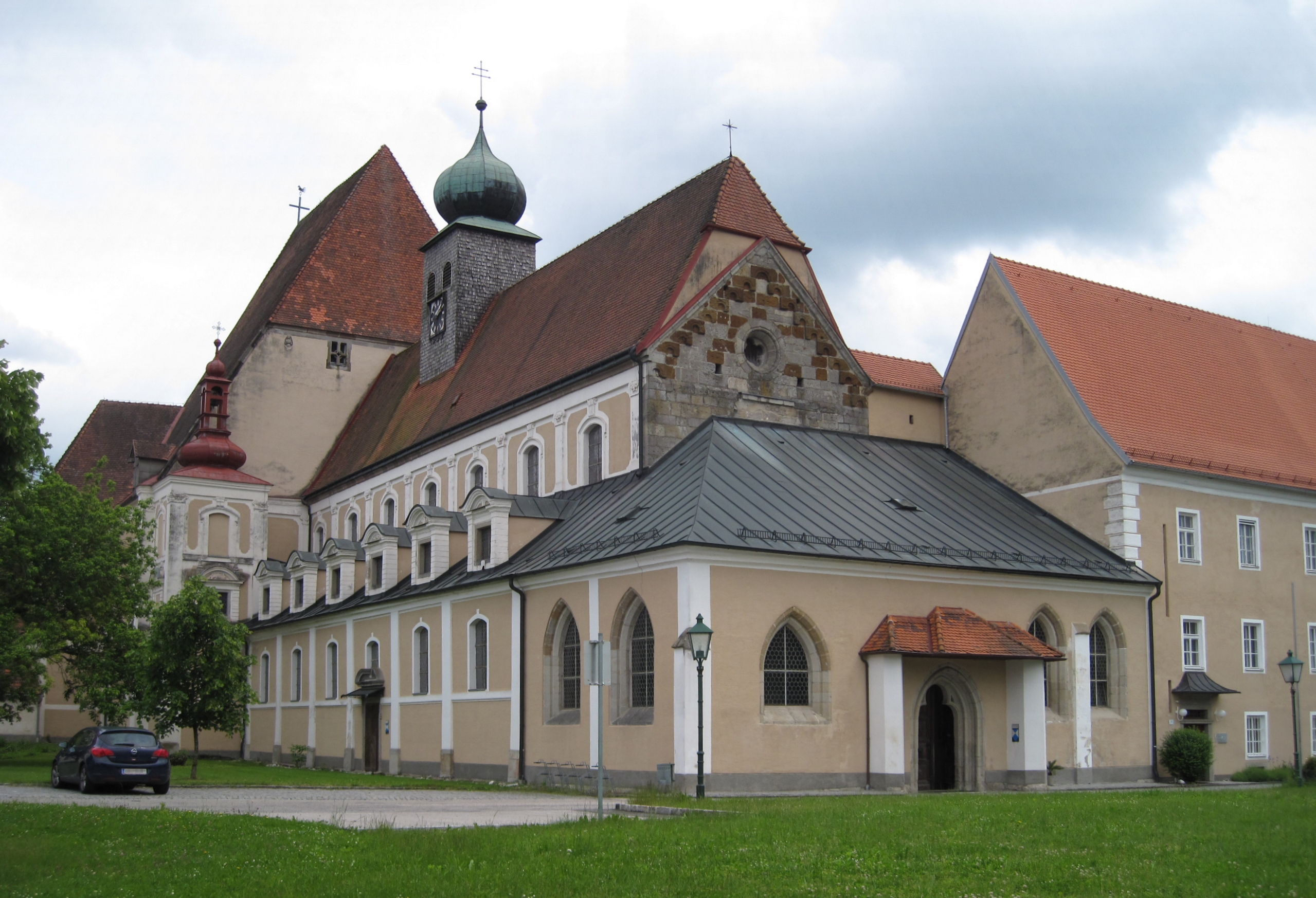
Stiftskirche Baumgartenberg

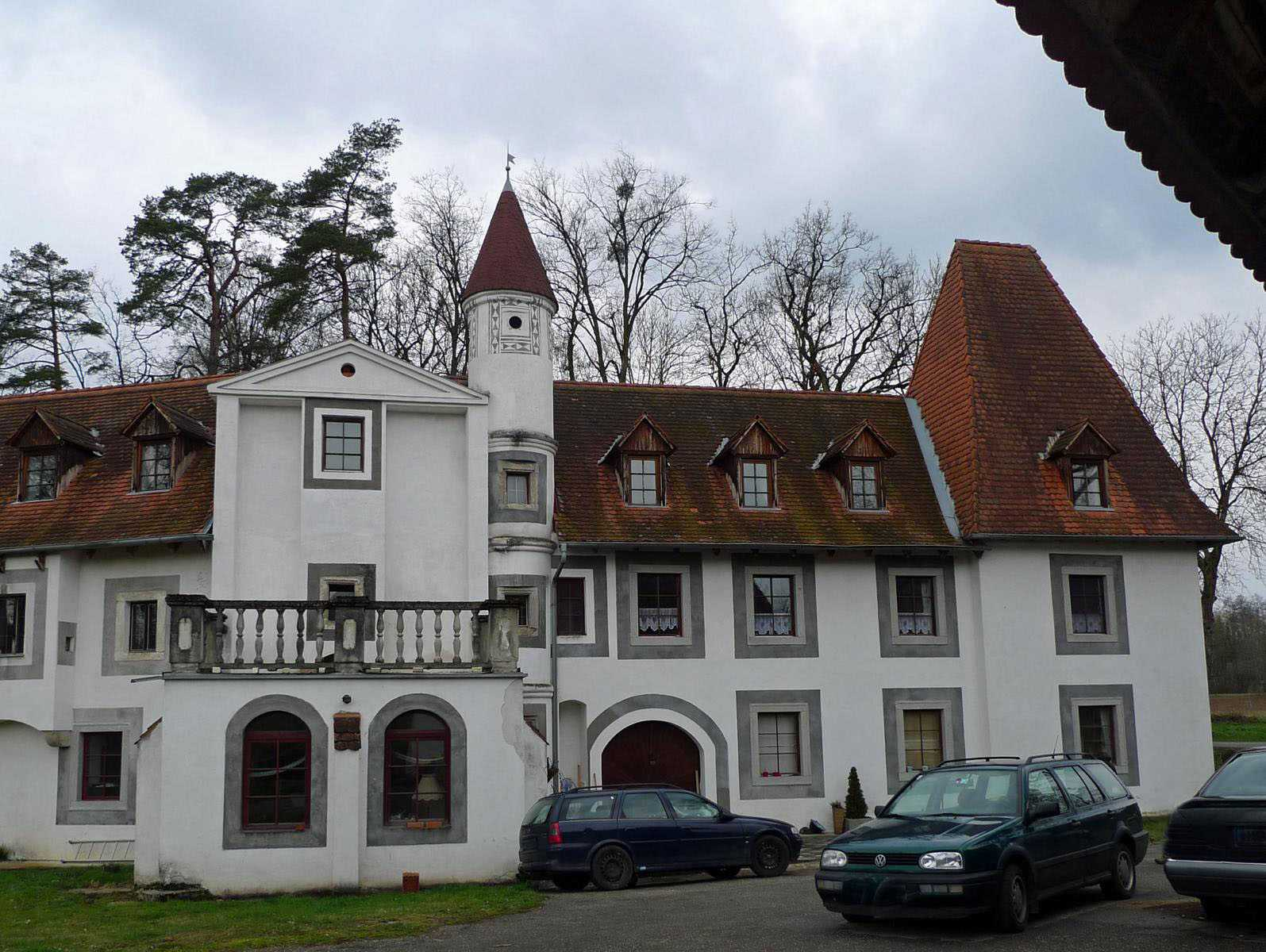
Schloss Außenstein

- Pfarrkirche Mariä Himmelfahrt (ehemalige Zisterzienserstiftskirche): Abt Friedrich I. legte 1142 den Grundstein zum Bau der Kirche. Nach einer über hundertjährigen Bauzeit wurde die Kirche 1243 eingeweiht. Im Inneren der ehemaligen Stiftskirche befindet sich eine dreischiffige, kreuzrippengewölbte Vorhalle (Paradies, um 1310) mit einem romanischen Portal. Die Barockisierung der Kirche erfolgte um 1697 und geht auf die Carlone-Werkstatt zurück. Der ebenfalls barockisierte Hallenchor wurde 1443 geweiht. Um den Altarraum wurde ein Chorumgang gelegt, der im Äußeren aus neun Seiten eines Sechzehnecks besteht.
- Nahegelegener Burgstall der Burg Machland der Herren von Perg und Machland auf dem Ulrichsberg.
- Nahegelegener Burgstall Waseneck in der Ortschaft Amesbach.
- Nahegelegenes Schloss Außenstein in der Ortschaft Puchberg. Privatbesitz.
- Kulturglashaus: Das Palmhaus-Werk der Firma Baumann Glas 1886 steht jährlich mehrmals als Kulturglashaus für die Durchführung kultureller Veranstaltungen zur Verfügung und dient auch als Location für Events von FM5 und für Veranstaltungen der Donaufestwochen

## Wirtschaft und Infrastruktur
Die Marktgemeinde Baumgartenberg ist eine von achtzehn Gemeinden der LEADERRegion Strudengau.
Beschäftigung:
Die Anzahl der Arbeitsstätten stieg zwischen den beiden letzten Volkszählungen 1991 und 2001 um 51,4 % auf 53. Die Anzahl der Arbeitsplätze erhöhte sich im selben Zeitraum um 61,5 % auf 693.
Baumgartenberg bot 2001 für 495 außerhalb der Gemeinde wohnende Personen Arbeitsplätze, während 358 Baumgartenberger auswärts arbeiteten. Der größere Teil der Einpendler kommt aus dem Bezirk Perg, ebenso bleibt der Großteil der Auspendler innerhalb der Grenzen des Bezirkes.
Für die Pendler bedeutet der in den letzten Jahren erfolgte Ausbau des Straßennetzes und der Ausbau des regionalen Schienenverkehrs eine deutliche Verbesserung. Beispiele für die in den letzten Jahren umgesetzten Maßnahmen sind der Ausbau der Donau Straße sowie der Bau der Ennsdorfer Schleife und der Einsatz moderner Zugsgarnituren zwischen dem Bezirk Perg und der Landeshauptstadt.
2001 waren 6,4 % der in Baumgartenberg beschäftigten erwerbstätigen Personen in der Land- und Forstwirtschaft tätig. In Industrie, Gewerbe und Bauwesen waren 2001 59,9 % beschäftigt. Der Anteil ist in der Landwirtschaft und im Dienstleistungsbereich gegenüber 1991 beziehungsweise 1981 deutlich zurückgegangen, während der Anteil der in Industrie, Gewerbe und Bauwesen tätigen Personen 1991 gegenüber 1981 stark gestiegen ist und 2001 auf dem hohen Niveau verblieben ist.
Infrastruktur:
Baumgartenberg verfügt über eine zeitgemäße Infrastruktur hinsichtlich Verkehrsnetz, Wasser, Kanal und Erdgasnetz. Eine entsprechende Raumordnungsplanung ermöglicht weitere Betriebsansiedelungen. In der Marktgemeinde besteht seit 1905 eine Vereinsfeuerwehr.
An der überregionalen Zusammenarbeit zur Bereitstellung von Infrastruktur sind Euregio Bayerischer Wald - Böhmerwald, Regionalverkehr Donauraum Perg, der Bezirksabfallverband Perg mit einem Altstoffsammelzentrum in Perg, die Reinhalteverbände und der Fernwasserverband beteiligt.
Unternehmen:
Baumgartenberg hat sich ab den 1970er Jahren als Wirtschaftsstandort etabliert und es sind Unternehmen wie z. B. ein Folienhersteller, Palmhaus-Werk Baumann Glas 1886 und ein Schlachthof als überregional tätige Unternehmen angesiedelt. Damit verbunden war die Schaffung von mehreren hundert Arbeitsplätzen.
2009 wurde von den Bürgermeistern der Gemeinden Perg, Arbing und Baumgartenberg unter Einbindung der INKOBA der Wirtschaftspark Machland Perg geschaffen, der auf nicht zusammenhängenden Flächen entlang der Donau Straße und der Donauuferbahn im Bereich von Perg westlich des Technologiezentrums bis Baumgartenberg östlich der bestehenden Industriebetriebe auf potentiell hundert Hektar Fläche innerhalb der nächsten zehn Jahre rund tausend neue Arbeitsplätze in Großbetrieben schaffen soll. Alle Gemeinden des Bezirks sollen in das Projekt eingebunden werden.
Land- und Forstwirtschaft:
In Baumgartenberg bestanden 1999 74 land- und forstwirtschaftliche Betriebe, die eine Fläche von 1163 Hektar bewirtschafteten. Davon waren 30 Haupterwerbsbetriebe mit 802 Hektar und 44 Nebenerwerbsbetriebe mit 361 Hektar.
Wie überall auf Bezirks- und Bundeslandebene haben sich sowohl die Anzahl der Betriebe als auch die bewirtschafteten land- und forstwirtschaftlichen Flächen im Vergleich zum vorhergegangenen Erhebungszeitpunkt 1995 verringert. Die Anzahl der Haupterwerbsbetriebe und die von diesen bewirtschafteten Flächen sind zu Lasten der Nebenerwerbsbetriebe gestiegen. In Perg waren 1999 234 Personen in land- und forstwirtschaftlichen Betrieben beschäftigt, davon 229 familieneigene Arbeitskräfte, von denen 30 vollbeschäftigt waren. 134 waren mit weniger als 25 % ihrer Arbeitszeit in der Landwirtschaft tätig, die übrigen 65 zwischen 25 und 99 %.

### Verkehr
- Straße: Die Donauuferbahn und die Donau Straße B3 erschließen den Bezirk Perg in westöstlicher Richtung. Landesstraßen führen in die umliegenden Orte und in die benachbarten Bezirke und Regionen. Die nächsten Anschlussstellen an die West Autobahn befinden sich im Westen bei St. Valentin, Enns und Asten, im Süden in Oed und Amstetten West sowie im Osten in Ybbs an der Donau, wobei die Anfahrt in jeder Richtung durchschnittlich 30 Minuten in Anspruch nimmt.
- Bahn: Donauuferbahn: Baumgartenberg liegt an der ab 1896 errichteten und im Jahr 1898 eröffneten Donauuferbahn von Mauthausen nach Grein und verfügt über einen Bahnhof im Ortszentrum. Züge verkehren in Richtung Osten bis Grein Stadt, St. Nikola-Struden und Sarmingstein, in Richtung Westen bis St. Valentin oder Linz Hauptbahnhof. Anschluss an das Fernzügenetz besteht über die Bahnhöfe St. Valentin und Linz Hauptbahnhof. Seit 11. Dezember 2005 ist die neue Ennsdorfer Schleife in Betrieb. Sie wird täglich von mehreren Zügen der Strecke Linz Hauptbahnhof–Sarmingstein befahren, die nur auf ausgewählten Bahnhöfen und Haltestellen halten. Ergänzend dazu fahren Züge nach St. Valentin.
- Bus: Von mehreren Haltestellen im Gemeindegebiet Baumgartenberg gibt es Busverbindungen nach Enns und Linz sowie zu Orten in den Bezirken Perg und Freistadt.

### Bildung
Baumgartenberg hat sich zum zweitgrößten Schulort des Bezirks Perg entwickelt:
- Gemeindekindergarten, seit 1995, mit Anschluss einer Krabbelstube
- Volksschule
- öffentliche Hauptschule, seit 1972
- Wirtschaftsfachschule, von den Schwestern vom Guten Hirten
- dreijährige Fachschule für wirtschaftliche Berufe, ebenso von den Schwestern vom Guten Hirten
- Europagymnasium 1995 in den Räumlichkeiten des Klosters eröffnet
- Landessonderschule

### Vereine
- Musikverein Baumgartenberg
- Union Baumgartenberg
- Freizeit- & Kegelklub der Kegelprinzen zu Baumgartenberg
- Bogenschießverein Baumgartenberg

## Politik

### Gemeinderat
Der Gemeinderat hat 19 Mitglieder.
- Mit den Gemeinderats- und Bürgermeisterwahlen in Oberösterreich 2003 hatte der Gemeinderat folgende Verteilung: 12 ÖVP und 7 SPÖ.
- Mit den Gemeinderats- und Bürgermeisterwahlen in Oberösterreich 2009 hatte der Gemeinderat folgende Verteilung: 10 ÖVP, 5 FPÖ und 4 SPÖ.
- Mit den Gemeinderats- und Bürgermeisterwahlen in Oberösterreich 2015 hatte der Gemeinderat folgende Verteilung: 11 ÖVP, 6 FPÖ und 2 SPÖ.
- Mit den Gemeinderats- und Bürgermeisterwahlen in Oberösterreich 2021 hat der Gemeinderat folgende Verteilung: 12 ÖVP, 4 SPÖ und 3 FPÖ.[18]

1945 erreichte die ÖVP die absolute Mehrheit, gefolgt von der SPÖ und weit abgeschlagen der KPÖ. Seither verfügte die ÖVP in Baumgartenberg immer über die absolute Mehrheit der Stimmen, wobei der Stimmanteil von 81,6 % im Jahr 1945 sukzessive sank und 2009 nur noch 51,2 % betrug. Die SPÖ als zweitstärkste Partei erzielte Stimmanteile zwischen 18,0 und 37,6 %, die Freiheitliche Partei, sofern sie antrat, zwischen 4,0 und 28,8 %.

### Bürgermeister
- Georg Naarnleitner (1850 bis 1860)
- Engelbert Tremesberger (1860 bis 1861)
- Michael Baretschneider (1861 bis 1870)
- August Naarnleitner (1870 bis 1876)
- Franz Poizat (1876 bis 1882)
- Johann Lehbrunner (1882 bis 1882)
- Karl Paredschneider (1882 bis 1894)
- Karl Kastner (1894 bis 1898)
- Franz Kastner (1898 bis 1898)
- Ferdinand Schweiger (1898 bis 1910)
- Karl Kern (1910 bis 1919)
- Sebastian Pühringer (1919 bis 1919)
- Josef Hochgatterer (1919 bis 1929)
- Franz Mayrhofer (1929 bis 1929)
- Josef Hochgatterer (1929 bis 1936)
- Josef Bleimer (1936 bis 1938)
- Siegfried Decker (1938 bis 1944)
- Karl Strondl (1944 bis 1945)
- Karl Kaindl (1945 bis 1947)
- Johann Steininger (1947 bis 1949)
- Franz Freinhofer (1949 bis 1956)
- Karl Strondl (1956 bis 1961)
- Franz Gusenbauer (1961 bis 1990)
- Erwin Kastner (ÖVP) (1990 bis 2020)[20]
- Gerhard Fornwagner (ÖVP) (2020 bis 20.9.2024)[20]
- Alfred Amort (intermistisch, ÖVP) (20.9.2024 bis 9.2.2025)
- Alexander Leutgeb (SPÖ) (seit 9.2.2025)[21]

### Gemeindefinanzen
Im Jahr 2010 hatte die Marktgemeinde Baumgartenberg Gesamteinnahmen von 5,4 Millionen Euro und Gesamtausgaben in Höhe von 5,3 Millionen Euro. Die größten Einnahmequellen waren die Ertragsanteile aus dem Finanzausgleich mit 0,9 Millionen Euro und die Kommunalsteuer mit 0,6 Millionen Euro. Baumgartenberg hatte mit 1052 Euro die drittgrößte Finanzkraft pro Kopf im Bezirk Perg und lag an 65. Stelle von 444 Gemeinden in Oberösterreich. Die Gemeindeschulden pro Kopf betrugen 3326 Euro; Baumgartenberg nahm damit im Bezirk Rang 7 von 26 und in Oberösterreich Rang 69 von 444 Gemeinden ein.

### Wappen
Offizielle Beschreibung des Gemeindewappens: Gespalten; rechts in Silber eine blaue, heraldische Lilie, deren Mittelteil oben als lateinisches Kreuz endet; links in Rot ein silberner Adler. Die Gemeindefarben sind Blau-Weiß.
Bestimmendes Element des Gemeindewappens ist die Symbolisierung des für den Ort dominanten, 1141 von Otto von Machland und dessen Gemahlin Jutta von Peilstein gegründeten, 1784 aufgehobenen Zisterzienserklosters mit der architektonisch bedeutenden Stifts- und heutigen Pfarrkirche. Die blaue Lilie mit kreuzförmigem Mittelblatt verweist auf das Patrozinium und Titularfest Mariae Himmelfahrt.
Der silberne Adler in Rot ist dem auf zwei Miniaturen in einem unter Abt Konrad II. ca. 1335 angelegten Urbar des Klosters Baumgartenberg überlieferten, den Herren von Machland zugeschriebenen Wappen entnommen, das vom Stift - in teils anderer Farbgebung - geführt wurde und auch als Vorlage für das oberösterreichische Landeswappen angesehen wird.

## Persönlichkeiten

### Ehrenbürger der Gemeinde
- Sr. M. Benedicta Freigassner, Wien

### Ehrenringträger der Gemeinde
- Josef Gusenbauer
- Hans-Robert Thomas, D-Weiden

### Söhne und Töchter der Gemeinde
- Josef Wagner (1908–1986), Komponist
- Anton Froschauer (* 1963), Politiker (ÖVP)

### Personen mit Bezug zur Gemeinde
- Antonie Baumberg (1857–1902), Schriftstellerin, wuchs in Baumgartenberg auf und nannte sich nach dem Ort
- Bernhard Breil (1609–1683), Zisterzienser und Abt des Stifts
- Adolf Lind, Gründer der Molkereigenossenschaft Baumgartenberg, nationalsozialistischer Funktionär
- Reginbert von Hagenau († 1147 oder 1148), Gründer von Stift Baumgartenberg
- Otto von Machland (1100–1149), Gründer von Stift Baumgartenberg
- Herren von Machland, waren in Baumgartenberg ansässig